# Kardcsőrű töcs

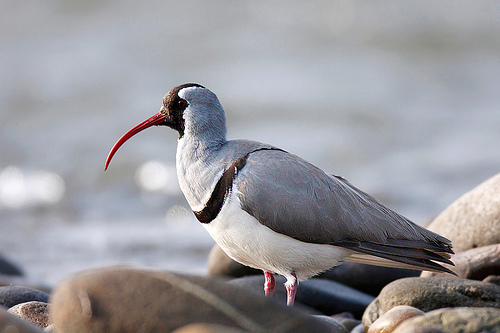

A kardcsőrű töcs (Ibidorhyncha struthersii) a madarak osztályának és a lilealakúak (Charadriiformes) rendjén belül az kardcsőrűtöcs-félék  (Ibidorhynchidae) családjának és a Ibidorhyncha nemnek az egyetlen képviselője.
Egyes rendszerbesorolások szerint nem önálló család hanem a lilefélék (Charadriidae) családjába tartozik.

## Előfordulása
Közép-Ázsia és a Himalája hegyvidékének lakója.

## Megjelenése
Testhossza 39-41 centiméter, testtömege 370-420 gramm.

## Életmódja
A hegyek között 500 és 4500 méteres magasság között él.